# Iznatoraf
Iznatoraf település Spanyolországban, Jaén tartományban. Iznatoraf Villanueva del Arzobispo, Villacarrillo, Santisteban del Puerto, Castellar és Santiago-Pontones községekkel határos. Lakosainak száma 882 fő (2024).

## Népesség
A település népessége az elmúlt években az alábbi módon változott:
| Lakosok száma | 1283 | 1205 | 1121 | 1107 | 1080 | 1038 | 1000 | 960  | 905  | 882  |
|               | 2001 | 2004 | 2007 | 2009 | 2012 | 2014 | 2017 | 2019 | 2022 | 2024 |